# Hans Albert Einstein
Hans Albert Einstein (Berna, Suíça, 14 de maio de 1904 — Woods Hole, 26 de julho de 1973) foi professor de engenharia hidráulica pela Universidade de Berkeley. Foi o  primeiro filho do físico Albert Einstein e da matemática Mileva Marić. Teve quatro filhos, sendo um deles adotado.

## Vida
Nascido em Berna, viveu junto ao pai até a separação dele com Mileva em 1914. A partir de então passou a viver com a mãe em Zurique. Em 1926 formou-se em engenharia hidráulica na mesma faculdade em que seus pais se formaram, a ETH Zurich, onde obteve um doutorado em 1936. Casou-se com uma mulher mais velha, Frida Knecht, em 1928 - contra a vontade do pai. Migrou com a família para os Estados Unidos em 1938, onde sua mulher morreu. Logo depois casou-se com Elizabeth Roboz. De 1947 a 1971 foi professor de engenharia hidráulica da Universidade de Berkeley.
Sua tese foi sobre o estudo dos fenômenos de transporte de materiais sólidos (sedimentos) nos rios, que resultou em um modelo matemático conhecido como Método de Einstein para cálculo de transporte sólido nos rios, muito utilizado em hidrologia e em sedimentologia, posteriormente modificado por outros hidráulicos e hidrólogos, entre os quais o russo Kalinsky e o português Veiga da Cunha do LNEC, em Lisboa.
Sobre o relacionamento com o pai Albert Einstein, ele declarou ao New York Times em 1973: 
| “ | Provavelmente o único projeto do qual ele desistiu fui eu. Ele tentou me dar conselhos, mas logo descobriu que eu era cabeça-dura demais e que ele estava apenas perdendo tempo. Um dos conselhos do pai foi para que ele desistisse de estudar os fenômenos de transporte sólido nos rios e se dedicasse à física quântica, "pois este era assunto menos complicado do que a sedimentologia dos rios. | ” |